# Kyurkendi
Kyurkendi är en ort i Azerbajdzjan.   Den ligger i distriktet Sabirabad Rayonu, i den sydöstra delen av landet, 130 km väster om huvudstaden Baku. Antalet invånare är 1 878.
Terrängen runt Kyurkendi är mycket platt. Runt Kyurkendi är det ganska tätbefolkat, med 72 invånare per kvadratkilometer.. Närmaste större samhälle är Saatlı, 14,2 km sydväst om Kyurkendi.
Trakten runt Kyurkendi består till största delen av jordbruksmark.